# Territoires des États-Unis
Les États-Unis disposent de plusieurs territoires situés dans les Antilles et l'océan Pacifique. Ces territoires sont des entités géographiques et politiques qui ne dépendent d'aucun des cinquante États.
Ces territoires peuvent être répartis en quatre catégories :
- les territoires incorporés et organisés (plus aucun n'existe aujourd'hui, mais ce fut le cas d'Hawaï et de l'Alaska, jusqu'en 1959, date de leur élévation au rang d'État) ;
- les territoires non incorporés et organisés (Guam, Porto Rico, les îles Mariannes du Nord et les îles Vierges des États-Unis) ;
- les territoires non incorporés et non organisés (les Samoa américaines ainsi que huit des neuf îles mineures éloignées des États-Unis — l'exception étant l'atoll Palmyra) ;
- les territoires incorporés et non organisés (il n'en existe qu'un seul : l'atoll Palmyra).

Ces territoires ont une population totale de 4 millions d'habitants en 2016 pour une superficie totale de 10 456 km2.

Les États-Unis
Territoires non incorporés et organisés
Commonwealths (territoires non incorporés et organisés)
Territoires non incorporés et non organisés
Territoires incorporés et non organisés

## Statuts
Les territoires américains non intégrés aux États de l'Union répondent à une combinaison de quatre statuts possibles :
- Territoire incorporé : territoire sous la souveraineté américaine de façon inamovible. L'ensemble des dispositions de la Constitution des États-Unis s'y applique.
- Territoire organisé : territoire pour lequel le Congrès des États-Unis a pris une loi organique (Organic Act) pour déterminer de manière formelle son système de gouvernement.
- Commonwealth : État libre reconnu au niveau international — pouvant être partie aux traités internationaux[réf. nécessaire] — associé aux États-Unis. La Constitution des États-Unis y est partiellement appliquée.
- Île mineure éloignée : qualification à usage statistique d'un territoire.

## Liste des territoires incorporés et organisés
Jusqu'en 1959, les deux derniers territoires appartenant à cette catégorie furent le Territoire d'Hawaï et le Territoire de l'Alaska.

## Liste des territoires non incorporés et organisés
Un territoire non incorporé des États-Unis est un territoire américain n'ayant pas le statut d'État de l'Union. Le président des États-Unis y est donc le chef de l'exécutif, mais ces territoires n’envoient ni députés, sinon dans certains cas avec une simple voix consultative, ni sénateurs, ceux-ci étant par définition des représentants d'un des États fédérés, au Congrès des États-Unis.
Les territoires non incorporés, quand ils sont organisés, appliquent au moins en partie la constitution des États-Unis mais leurs gouvernements et parlements locaux sont totalement indépendants du Congrès des États-Unis.
| Drapeau | Nom du territoire           | Capitale         | Population       | Superficie | Statut                                                              | Localisation     | Observations                                                                                            |
| ------- | --------------------------- | ---------------- | ---------------- | ---------- | ------------------------------------------------------------------- | ---------------- | --- |
|         | Guam                        | Hagåtña          | 166 506 (2023)   | 541,3 km2  | Territoire non incorporé organisé                                   | Océan Pacifique  | On y parle l’anglais, le chamorro et le japonais[réf. souhaitée].                                       |
|         | Îles Mariannes du Nord      | Saipan           | 47 329 (2020)    | 463,63 km2 | Territoire non incorporé organisé Commonwealth (État libre associé) | Océan Pacifique  | Située à proximité de la fosse océanique la plus profonde, la fosse des Mariannes.                      |
|         | Porto Rico                  | San Juan         | 3 203 295 (2024) | 8 870 km2  | Territoire non incorporé organisé Commonwealth (État libre associé) | Grandes Antilles | Espagnol et anglais, langues officielles.                                                               |
|         | Îles Vierges des États-Unis | Charlotte-Amélie | 104 917 (2023)   | 346,4 km2  | Territoire non incorporé organisé                                   | Petites Antilles | L'archipel des Îles Vierges est formé des Îles Vierges des États-Unis et des Îles Vierges britanniques. |

## Liste des territoires non incorporés et non organisés
Les territoires non organisés n’appliquent pas directement la Constitution des États-Unis, et quand ils sont habités, leurs gouvernement et parlements locaux sont totalement indépendants du congrès américain. Ils ne peuvent pas être parties à des traités internationaux.
| Drapeau    | Nom du territoire | Capitale | Population    | Superficie | Statut                                                                    | Localisation     | Observations                                                                           |
| ---------- | ----------------- | -------- | ------------- | ---------- | ------------------------------------------------------------------------- | ---------------- | -------------------------------------------------------------------------------------- |
| États-Unis | Île Baker         | —        | 0 (2016)      | 2,1 km2    | Territoire non incorporé non organisé Île mineure éloignée des États-Unis | Océan Pacifique  | Inhabité, site protégé.                                                                |
| États-Unis | Île Howland       | —        | 0 (2016)      | 1,8 km2    | Territoire non incorporé non organisé Île mineure éloignée des États-Unis | Océan Pacifique  | Inhabité, site protégé.                                                                |
| États-Unis | Île Jarvis        | —        | 0 (2016)      | 4,5 km2    | Territoire non incorporé non organisé Île mineure éloignée des États-Unis | Océan Pacifique  | Inhabité, site protégé.                                                                |
|            | Atoll Johnston    | —        | 0 (2016)      | 2,67 km2   | Territoire non incorporé non organisé Île mineure éloignée des États-Unis | Océan Pacifique  | Base militaire.                                                                        |
| États-Unis | Récif Kingman     | —        | 0 (2016)      | 2,8 km2    | Territoire non incorporé non organisé Île mineure éloignée des États-Unis | Océan Pacifique  | Inhabité.                                                                              |
|            | Îles Midway       | —        | 40            | 6,2 km2    | Territoire non incorporé non organisé Île mineure éloignée des États-Unis | Océan Pacifique  | Inhabité, site protégé.                                                                |
|            | Île de la Navasse | —        | 0 (2016)      | 5,2 km2    | Territoire non incorporé non organisé Île mineure éloignée des États-Unis | Grandes Antilles | Inhabitée, site protégé. Revendiquée par Haïti.                                        |
|            | Samoa américaines | Fagatogo | 47 521 (2023) | 199 km2    | Territoire non incorporé non organisé                                     | Océan Pacifique  | Gouvernement autonome, mais non reconnu officiellement comme territoire auto-gouverné. |
|            | Wake              | —        | 150 (2010)    | 6,5 km2    | Territoire non incorporé non organisé Île mineure éloignée des États-Unis | Océan Pacifique  | Revendiquée par les Îles Marshall.                                                     |

## Liste des territoires incorporés et non organisés
Il n'existe qu'un seul territoire non organisé mais incorporé ; il s'agit de l'atoll Palmyra.
| Drapeau | Nom du territoire | Capitale | Population | Superficie | Statut                                                                | Localisation    | Observations                                           | Observations            |
| ------- | ----------------- | -------- | ---------- | ---------- | --------------------------------------------------------------------- | --------------- | ------------------------------------------------------ | ----------------------- |
|         | Atoll Palmyra     | —        | 0 (2016)   | 3,9 km2    | Territoire incorporé non organisé Île mineure éloignée des États-Unis | Océan Pacifique | Administré par le gouvernement fédéral des États-Unis. | Inhabité, site protégé. |